# François-René Tranchefort
François-René Tranchefort est un musicologue français, né le 30 juin 1933 à Colombes et mort le 17 mai 2019 à  Montferrand-du-Périgord,,.

## Biographie
François-René Tranchefort a écrit, édité ou dirigé, seul ou en collaboration avec d'autres musicologues, un certain nombre d'ouvrages de références, sur des thèmes assez divers en rapport avec la musique classique : la musique de chambre, la musique symphonique, le piano, le clavecin, l'opéra, la musique sacrée, la chorale, les instruments de musique,. 
Il a collaboré entre autres avec Harry Halbreich, Marc Vignal, Pierre-Émile Barbier, Adélaïde de Place, André Lischke, Jean-Alexandre Ménétrier, Alain Poirier, Jean-Louis Sulmon, Claire Delamarche, Michel Fleury, Erik Kocevar, Marie-Aude Roux, Michel Parouty.

## Sélection de publications
- L'Opéra 1, d'Orféo à Tristan, Paris, éditions du Seuil, coll. « Points », 1978.
- L'Opéra 2, de Tristan à nos jours, Paris, éditions du Seuil, coll. « Points », 1978.
- Les instruments de musique dans le monde 1 (Instruments de percussions, cordes), Paris, éditions du Seuil, coll. « Points » (no Mu 5), 1980.
- Les instruments de musique dans le monde 2 (Instruments à vent, électriques et électroniques mécaniques et automatiques), Paris, éditions du Seuil, coll. « Points » (no Mu 6), 1980.
- L'Opéra, Paris, éditions du Seuil, 1983.
- Guide de la musique symphonique, Paris, Fayard, coll. « Les Indispensables de la musique », 1986 (ISBN 2-213-01638-0) — prix de l'Académie Charles-Cros.
- Guide de la musique de piano et de clavecin, Paris, Fayard, coll. « Les Indispensables de la musique », 1987, 867 p. (ISBN 978-2-213-01639-9, OCLC 17967083)
- Guide de la musique de chambre, Paris, Fayard, coll. « Les Indispensables de la musique », 1987, 995 p. (ISBN 2-213-02403-0, OCLC 21318922, BNF 35064530), p. 538.
- Guide de la musique sacrée et chorale, de 1750 à nos jours, Paris, Fayard, coll. « Les Indispensables de la musique », 1993, 1176 p. (ISBN 2-213-02254-2, OCLC 55957611)